# La zona grigia (serie televisiva)
La zona grigia (Ben Gri) è una serie televisiva drammatica turca, distribuita sul servizio di streaming Disney+ tramite il portale Star dal 16 novembre al 28 dicembre 2022. È creata da Yağmur Taylan e Durul Taylan, diretta da Taylan Biraderler, scritta da Banu Kiremitçi Bozkurt, prodotta da OGM Pictures per The Walt Disney Company ed ha come protagonisti Timuçin Esen ed Ebru Özkan.

## Trama
La vita di Fuat Akinci, un avvocato di successo e rispettato, prende una svolta inaspettata quando un tragico destino si abbatte su sua figlia. Mentre Fuat cerca vendetta, riceve un misterioso messaggio sul suo cellulare che rimescola le carte in tavola e lo costringe a confrontarsi con il suo passato.

## Episodi
| Stagione       | Episodi | Pubblicazione Turchia | Pubblicazione Italia |
| -------------- | ------- | --------------------- | -------------------- |
| Prima stagione | 8       | 2022                  | 2022                 |

## Personaggi e interpreti
- Fuat Akinci, interpretato da Timuçin Esen.
- Hulya Akinci, interpretata da Ebru Özkan.
- Arda, interpretato da Alican Yucesoy.
- Ceyda, interpretata da İlayda Akdoğan.
- Selin Akinci, interpretata da Buçe Buse Kahraman.
- Bülent, interpretato da Onur Bilge.
- Leyla, interpretata da Selin Kahraman.
- Tekin, interpretato da Mücahit Koçak.
- Doruk Sezgin, interpretato da Ibrahim Senturk.
- Tülin, interpretata da Burcu Gölgedar.
- Haldun, interpretato da Hüseyin Turunç.
- Agah, interpretato da Mehdi Merali.
- Deniz, interpretata da Büsra Çam.
- Agah, interpretato da Canberk Gültekin.
- Aysun, interpretata da Elif Baysal.
- Senay Bilgili, interpretata da Ebru Karanfilci.
- Seyyar Satici, interpretato da Volkan Özler.